# Voxhaul Broadcast
Voxhaul Broadcast was een in 2006 opgerichte Amerikaanse indierockband uit Los Angeles.

## Bezetting
- David Denis[3] (leadzang, gitaar)
- Anthony Aguiar[4] (gitaar, keyboards)
- Phil Munsey II[5] (basgitaar)
- Kurt Allen[6] (drums)

## Geschiedenis
Op 13-jarige leeftijd verhuisde David Denis' familie naar San Clemente, waar hij de bassist Phil Munsey II ontmoette. Drummer Kurt Allen en Anthony Aguiar groeiden op in dezelfde straat in San Clemente. Denis ontmoette Allan via de Shorecliff Middle School in San Clemente. Tijdens de highschooltijd formeerden Aguiar en Allen een band met Matt Vasquez van Delta Spirit. Na het afstuderen verhuisde Allen naar San Francisco om de San Francisco State University te bezoeken.
Voxhaul Broadcasts debuut-ep Rotten Apples (8 songs) werd opgenomen en gemixt in een dag in februari 2007. Volgend op het uitbrengen, haalde de band op hun eerste Amerikaanse tournee de krantenkoppen met Local Natives. Ze speelden op het Sundance Film Festival, het Summerfest in Milwaukee, de CMJ Music Marathon en SXSW. De ep Fact, Fiction and Turquoise (5 songs) werd opgenomen in Elliott Smith’s studio 'New Monkey' in Van Nuys. NME Radio prees het nummer Fact Or Fiction. De band was te gast en trad live op in de KCRW-show Morning Becomes Eclectic. De band trad ook op voor Daytrotter en de Silver Lake Jubilee. Het album Timing Is Everything (11 songs) is een mix van de Rotten Apples-ep en nieuwe opnamen, geproduceerd en gemixt door Tom Biller. De band toerde door de gehele Verenigde Staten in de lente van 2011.

## Optredens
- You are the Wilderness werd getoond in de derde seizoen-aflevering Prey en The Walking Dead: Original Soundtrack – Vol. 1
- Leaving on the 5th werd getoond in The Vow Original Motion Picture Soundtrack.
- If I Run werd getoond in The Lucky Ones Original Motion Picture Soundtrack.
- Rotten Apples werd getoond in de series laatste aflevering van de show Ugly Betty (seizoen 4 aflevering 20 - Hello Goodbye (Ugly Betty)) en in de series aflevering van de show Friday Night Lights (seizoen 2 aflevering 14 – Leave No One Behind - Friday Night Lights (seizoen 2)).